# Desmopachria vicina
Desmopachria vicina là một loài bọ cánh cứng trong họ Bọ nước. Loài này được Sharp miêu tả khoa học năm 1887.